# Dreer (Adelsgeschlecht)

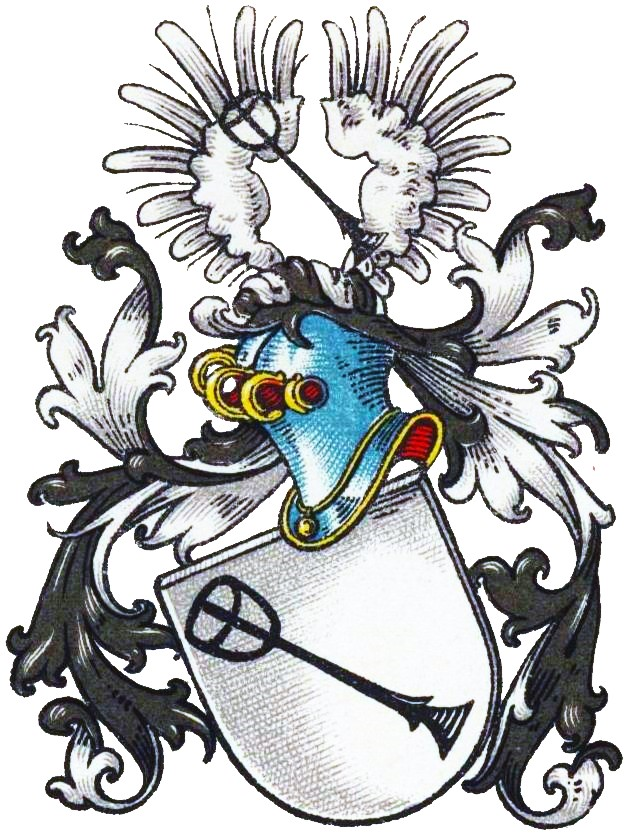
Wappen derer von Dreer (Langentreer) im Wappenbuch des Westfälischen Adels

Dreer (auch Drere, Dreys, Dreyre, Langentreer o. ä.) ist der Name eines erloschenen westfälischen Uradelsgeschlechts.
Die Familie ist zu unterscheiden von dem Adelsgeschlecht Ovelacker, das sich Mitte des 13. Jahrhunderts ebenfalls Dreer (Drire) nach ihrem 1266 veräußerten Stammsitz (heute Niederschultenhof, Maihof oder Hof Maiweg) in Bochum-Langendreer nannte, aber ein anderes Wappen führte.

## Geschichte
Das hier behandelte Geschlecht Dreer hatte seinen Stammsitz ebenfalls in Langendreer, auf Haus Langendreer. Es handelte sich um ein altena-isenbergsches Lehen, auf dem die Familie die Schulten stellte. Die Familie erscheint ab Anfang des 14. Jahrhunderts. Hartmod und Henrich von Drere werden 1303 erwähnt.  1338 wird Hermann von Langendreyer genannt.
Für die folgenden Generationen ergibt sich folgende Stammfolge:
- Heinrich von Dreyere/Langendreer (urkundlich ab 1320; 1364 bereits verstorben), 1320 und noch 1346 Schulte zu Haus Langendreer,[3] ab 1353 Schultheiß des Werdener Hofs Barkhoven,[4] ⚭ N. N.
  - Henrich von Dreer (urkundlich ab 1354), verkaufte 1364 zusammen mit seinen Brüdern den Werdener Hof Barkhofen an das Kloster Werden,[5] ⚭ N. N.
    - Diedrick van Dreyre (urkundlich 1400 und noch 1416)[6][7] ⚭ N. N.
      - Heinrich von Dreer (urkundlich 1416–1436), besiegelte den Verbund der märkischen Ritterschaft, ⚭ I. mit Bata (Jutta), 1435 bereits verstorben, ⚭ II. mit Greita
        - Wessel von Dreer, bekam 1436 Lütkehaus zu Langendreer und vermachte 1469 seiner Frau eine Leibzucht, ⚭ Metta von Schüren, Tochter von Bruno von Schüren und Greite, die einen Brautschatz von 700 Rheinische Gulden mitbrachte
        - Diederich von Dreer († 1447), bekam 1436 die benachbarte Leitenborg (Haus Leithe (Langendreer)[8]), vermachte seine Güter 1447 seiner Schwester Bata von Dreer
        - Heinrich von Dreer (urkundlich 1449)
        - Bata von Dreer, 1447 Stiftsdame zu Rellinghausen, ⚭ 1448[9] Arnd von der Borg
        - Agnes von Dreer, Stiftsdame im Stift Gevelsberg, heiratete später möglicherweise einen von Holte

      - Wessel von Dreer (urkundlich 1380–1407) ⚭ 1407 Lyse oppen Berghe[10]
      - Diederich von Dreer (urkundlich 1380–1416)
      - Greta von Dreer (urkundlich 1416–1427) ⚭ Heinrich von Holte (Heydenrik van dem Holte)[7]

  - Hermann von Dreer (urkundlich 1363–1380), Schulte zu Haus Langendreer[11]
  - Diederich von Dreer (urkundlich 1364–1384)

## Wappen
Blasonierung: In Silber ein schrägrechts gestelltes schwarzes Teerkranzeisen. Auf dem schwarz-silbern bewulsteten Helm mit schwarz-silbernen Helmdecken ein offener silberner Flug, dazwischen das schrägrechts gestellte Teerkranzeisen vom Schild.
Ein 1343 siegelnder Johannes scultetus de Drere hatte dagegen nur den Kopf des Teerkranzeisens im Schild.
Es besteht eine Wappenverwandtschaft mit den bergischen von Winkelhausen.